# Ameriško matematično društvo
Ameriško matematično društvo (angleško American Mathematical Society, kratica AMS) je ameriško društvo poklicnih matematikov posvečeno zanimanju za raziskovanje in učenje matematike. Društvo izdaja različne publikacije in prireja konference ter matematikom letno podeljuje denarne nagrade.

## Zgodovina
Društvo je bilo ustanovljeno leta 1888 na pobudo matematika Thomasa Scotta Fiskeja kot Newyorško matematično društvo. Fiske se je med svojim obiskom Anglije navdušil nad Londonskim matematičnim društvom. John Howard Van Amringe je postal prvi predsednik Društva, Fiske pa prvi tajnik. Društvo se je kmalu odločilo začeti izdajati revijo, vendar je pri tem zaradi konkurence reviji American Journal of Mathematics doživelo nekaj nasprotovanja. Nastal je Bulletin of the New York Mathematical Society, Fiske pa je bil glavni urednik.
Trenutni predsednik Društva je George Eyre Andrews, društvo pa ima 30.000 članov.

## Predsedniki
Mandat predsednika je po navadi dve leti. Do sedaj sta bili predsednici dve, Julia Robinson in Cathleen Synge Morawetz.

### 1888 – 1900
- John Howard Van Amringe (Newyorško matematično društvo) (1888-1890)
- Emory McClintock  (Newyorško matematično društvo) (1891-94)
- George William Hill  (1895-96)
- Simon Newcomb  (1897-98)
- Robert Simpson Woodward  (1899-1900)

### 1901 – 1950
- Eliakim Hastings Moore  (1901-02)
- Thomas Scott Fiske  (1903-04)
- William Fogg Osgood  (1905-06)
- Henry Seely White  (1907-08)
- Maxime Bôcher  (1909-10)
- Henry Burchard Fine  (1911-12)
- Edward Burr Van Vleck  (1913-14)
- Ernest William Brown   (1915-16)
- Leonard Eugene Dickson (1917-18)
- Frank Morley (1919-20)
- Gilbert Ames Bliss (1921-22)
- Oswald Veblen (1923-24)
- George David Birkhoff (1925-26)
- Virgil Snyder (1927-28)
- Earle Raymond Hedrick (1929-30)
- Luther Pfahler Eisenhart (1931-32)
- Arthur Byron Coble (1933-34)
- Solomon Lefschetz (1935-36)
- Robert Lee Moore (1937-38)
- Griffith Conrad Evans (1939-40)
- Harold Calvin Marston Morse (1941-42)
- Marshall Harvey Stone (1943-44)
- Theophil Hildebrandt (1945-46)
- Einar Carl Hille (1947-48)
- Joseph Leonard Walsh (1949-50)

### 1951 – 2000
- John von Neumann (1951-52)
- Gordon Thomas Whyburn (1953-54)
- Raymond Louis Wilder (1955-56)
- Richard Dagobert Brauer (1957-58)
- Edward James McShane (1959-60)
- Deane Montgomery (1961-62)
- Joseph Leo Doob (1963-64)
- Abraham Adrian Albert (1965-66)
- Charles Morrey mlajši (1967-68)
- Oscar Zariski (1969-70)
- Nathan Jacobson (1971-72)
- Saunders Mac Lane (1973-74)
- Lipman Bers (1975-76)
- RH Bing (1977-78)
- Peter David Lax (1979-80)
- Andrew Mattei Gleason (1981-82)
- Julia Robinson (1983-84)
- Irving Kaplansky (1985-86)
- George Daniel Mostow (1987-88)
- William Browder (1989-90)
- Michael Artin (1991-92)
- Ronald Lewis Graham (1993-94)
- Cathleen Synge Morawetz (1995-96)
- Arthur Jaffe (1997-98)
- Felix Browder (1999-2000)

### 2001 –
- Hyman Bass (2001-02)
- David Eisenbud (2003-04)
- James Greig Arthur (2005-06)
- James Gilbert Glimm (2007-08)
- George Eyre Andrews (2009-10)
- Eric Mark Friedlander (2011-12)
- David Vogan (2013-14)